# Ilek (villaggio)
Ilek (in russo Илек?) è un villaggio della Russia europea sudorientale, situato nell'oblast' di Orenburg; è il centro amministrativo del rajon Ilekskij.
Si trova alla confluenza del fiume Ilek nell'Ural, 128 km a ovest di Orenburg e a poca distanza dal confine di stato con il Kazakistan.